# Centesimo
Centesimo (plurale centesimi) è una parola italiana che deriva dal latino centesimus, che ha lo stesso significato. La parola viene usata per indicare il centesimo di lira. Non tutte le monete con questo nome usano il termine centesimo per indicare le loro sotto-unità. Ad esempio la lira turca equivale a 100 kuruş e la lira maltese a 100 cent.
Valute che hanno il centesimo come sottounità sono:
- Euro
- Dollaro statunitense (chiamato cent)
- Franco svizzero (solo per i parlanti italiano).
- Balboa panamense (come centésimo)
- Peso uruguaiano (centésimo)

In italiano centesimo è comunemente usato per indicare il cent dell'euro.
Centesimo è stato la frazione di molte valute che hanno circolato in Italia:
- Lira sarda
- Lira italiana (vedi centesimo di lira)
- Lira pontificia (1866-70)
- Lira vaticana (1922-46)
- Lira sammarinese (1864-1906 / 1931-38)
- Lira austriaca (1822-1860)
- Lira di Parma da Maria Luigia (1815-47) e da Carlo III di Borbone (1849-54)
- Lira somala
- Lira italiana napoleonica nel Regno d'Italia (1805-1814)
- Lira veneta (Governo provvisorio 1848/49)

Inoltre: 
- Franco napoletano di Gioacchino Murat (1811-15)
- Franco di Lucca (1805-14) (la Lira di Lucca ha usato altre frazioni)
- Somalo AFIS emesso durante l'amministrazione fiduciaria italiana della Somalia nel 1950
- Monete ossidionali da 50 e 25 centesimi a Palmanova (1814).